# Еверглејдс
Еверглејдс је велика сутропска мочвара која се налази на југу Флориде. Одликује се богатим биљним и животињским светом, а то је једино место на свету где крокодили и алигатори живе заједно. Еверглејдс је национални парк и годишње га посети велики број туриста. 
Систем почиње од града Орланда, са ријеком Кисими, која се улива у широко, али плитко језеро Окичоби. Вода која у влажној сезони напушта језера формира споротекућу ријеку широку 97 км и дугачку 160 км, које тече преко кречњаког терена ка флоридском заливу на јужном дијелу државе.